# Chi Gội
Chi Gội hay chi Ngâu (danh pháp khoa học: Aglaia) là một chi gồm hơn 100 loài thực vật trong họ Xoan, bộ Bồ hòn.

## Đặc điểm sinh học
Các loài trong chi Gội phần lớn là cây lấy gỗ, được xếp vào nhóm cây gỗ nhỏ và/hoặc cây gỗ vừa; quả nhiều loại ăn được. Hoa thường có mùi thơm.

## Phân bổ
Các loài cây trong chi Gội tập trung tại các vùng Rừng mưa nhiệt đới và cận nhiệt đới như Đông Nam Á, Bắc Úc và Thái Bình Dương.

## Phân loại
Chi này có các vấn đề về phân loài, với số lượng loài được chấp nhận thay đổi lớn tuỳ theo quan niệm phân loài được sử dụng.
- Aglaia abbreviata: (Trung Quốc)
- Aglaia acariaeantha: (New Guinea)
- Aglaia acida: (Java)
- Aglaia acminatissima: (Malaysia)
- Aglaia acuminata: (Philippines)
- Aglaia affinis: (Philippines)
- Aglaia agglomerata: (New Guinea)
- Aglaia agusanensis: (Philippines)
- Aglaia aherniana: (Philippines)
- Aglaia allocotantha: (New Guinea)
- Aglaia alternifoliola: (Philippines)
- Aglaia amplexicaulis
- Aglaia andamanica: (Quần đảo Andaman)
- Aglaia angustifolia: (Sumatra)
- Aglaia annamensis: (Đông Nam Á)
- Aglaia antonii: (Philippines)
- Aglaia apiocarpa: (Sri Lanka)
- Aglaia apoana: (Philippines)
- Aglaia araeantha: (New Guinea)
- Aglaia archboldiana
- Aglaia argentea: (Java)
- Aglaia aspera: (Java)
- Aglaia attenuata: (Trung Quốc)
- Aglaia australiensis: (Queensland)
- Aglaia axillaris
- Aglaia badia: (Philippines)
- Aglaia bamleri: (New Guinea)
- Aglaia banahaensis: (Philippines)
- Aglaia baramensis: (Borneo)
- Aglaia barbanthera: (New Guinea)
- Aglaia barbatula: (Java)
- Aglaia barberi: (Ấn Độ)
- Aglaia basiphylla: (Fiji)
- Aglaia batjanica: (Malaysia)
- Aglaia bauerleni: (New Guinea)
- Aglaia beccarii: (Borneo)
- Aglaia bergmanni: (Thái Bình Dương)
- Aglaia bernardoi: (Philippines)
- Aglaia betchei: (Samoa)
- Aglaia bicolor: (Philippines)
- Aglaia boanana: (New Guinea)
- Aglaia bordenii: (Philippines)
- Aglaia borneensis: (Borneo)
- Aglaia bourdillonii
- Aglaia brachybotrys: (Philippines)
- Aglaia brassii: (Quần đảo Solomon)
- Aglaia brevipeduncula: (New Guinea)
- Aglaia brevipetiolata: (Philippines)
- Aglaia brownii: (Queensland, New Guinea)
- Aglaia cagayanensis: (Philippines)
- Aglaia calelanensis: (Philippines)
- Aglaia canarensis: (Ấn Độ)
- Aglaia canariifolia: (Sulawesi)
- Aglaia caroli: (New Guinea)
- Aglaia carrii: (New Guinea)
- Aglaia caudatifoliolata: (Borneo)
- Aglaia cauliflora: (Sulawesi)
- Aglaia caulobotrys: (Philippines)
- Aglaia cedreloides: (New Guinea)
- Aglaia celebica: (Sulawesi)
- Aglaia ceramica
- Aglaia chalmersi: (New Guinea)
- Aglaia chartacea: (Sumatra)
- Aglaia chaudocensis: (Đông Nam Á)
- Aglaia cinerea: (Malaya)
- Aglaia cinnamomea: (New Guinea)
- Aglaia clarkii: (Philippines)
- Aglaia clemensiae: (New Guinea)
- Aglaia clementis: (Borneo)
- Aglaia conferta: (New Guinea)
- Aglaia confertiflora: (Borneo)
- Aglaia congylos: (Sri Lanka)
- Aglaia copelandii: (Philippines)
- Aglaia cordata: (Malaysia)
- Aglaia coriacea: (Borneo)
- Aglaia costata: (Philippines)
- Aglaia crassinervia: (Ấn Độ)
- Aglaia cremea: (New Guinea)
- Aglaia cucullata
- Aglaia cumingiana
- Aglaia cuprea: (Philippines)
- Aglaia cupreo-lepidota: (Philippines)
- Aglaia curranii: (Philippines)
- Aglaia curtisii
- Aglaia cuspidata: (New Guinea)
- Aglaia cuspidella: (Borneo)
- Aglaia dasyclada: (Trung Quốc)
- Aglaia davaoensis: (Philippines)
- Aglaia decandra: (Nepal)
- Aglaia densisquama: (Borneo)
- Aglaia densitricha: (Malaysia)
- Aglaia denticulata: (Philippines)
- Aglaia diepenhorstii: (Sumatra)
- Aglaia diffusa: (Philippines)
- Aglaia diffusiflora: (Philippines)
- Aglaia discolor: (Borneo)
- Aglaia doctersiana: (New Guinea)
- Aglaia duperreana: (Đông Nam Á)
- Aglaia dyeri: (Sulawesi)
- Aglaia dysoxylifolia: (Sulawesi)
- Aglaia edelfeldti: (New Guinea)
- Aglaia edulis: (India, Fiji)
- Aglaia elaeagnoidea: (Queensland)
- Aglaia elaphina: (New Guinea)
- Aglaia elegans
- Aglaia elliptica
- Aglaia elliptifolia: (Philippines)
- Aglaia elmeri: (Borneo)
- Aglaia ermischii: (Thái Bình Dương)
- Aglaia erythrosperma: (Malaysia, Borneo)
- Aglaia euphorioides: (Đông Nam Á)
- Aglaia euryanthera: (New Guinea)
- Aglaia euryphylla: (Java)
- Aglaia eusideroxylon: (Java)
- Aglaia evansensis
- Aglaia everettii: (Philippines)
- Aglaia exigua: (New Guinea)
- Aglaia exstipulata
- Aglaia flavescens: (New Guinea)
- Aglaia flavida: (New Guinea)
- Aglaia forbesiana: (New Guinea)
- Aglaia forbesii: (Malaysia)
- Aglaia forstenii: (Ambon)
- Aglaia foveolata: (Malaysia, Borneo, Sumatra)
- Aglaia fragilis
- Aglaia fraseri: (Borneo)
- Aglaia fusca: (Quần đảo Andaman)
- Aglaia gagnepainiana: (Lào)
- Aglaia gamopetala: (Borneo)
- Aglaia ganggo: (Sumatra)
- Aglaia gibbsiae: (New Guinea)
- Aglaia gjellerupii: (New Guinea)
- Aglaia glabrata
- Aglaia glabriflora: (Malaysia)
- Aglaia glaucescens: (Quần đảo Andaman)
- Aglaia glomerata: (Philippines)
- Aglaia goebeliana: (Thái Bình Dương)
- Aglaia gracilis
- Aglaia gracillima: (New Guinea)
- Aglaia grandifoliola: (Philippines)
- Aglaia grandis: (Borneo)
- Aglaia greenwoodii
- Aglaia griffithii: (Malaysia)
- Aglaia hapalantha: (New Guinea)
- Aglaia haplophylla: (Malaysia)
- Aglaia harmsiana: (Philippines)
- Aglaia hartmanni: (New Guinea)
- Aglaia haslettiana: (Ấn Độ)
- Aglaia havilandii: (Borneo)
- Aglaia hemsleyi: (Sulawesi)
- Aglaia heptandra: (Java)
- Aglaia heterobotrys: (Sumatra)
- Aglaia heteroclita: (Malaysia)
- Aglaia heterophylla: (Borneo)
- Aglaia heterotricha: (Tonga)
- Aglaia hexandra: (Philippines)
- Aglaia hiernii: (Malaysia)
- Aglaia hoanensis: (Đông Nam Á)
- Aglaia hoii: (Việt Nam)
- Aglaia huberti: (Borneo)
- Aglaia humilis
- Aglaia hypoleuca: (Sumatra)
- Aglaia ignea: (Sumatra)
- Aglaia iloilo: (Philippines)
- Aglaia insignis: (Borneo)
- Aglaia integrifolia: (New Guinea)
- Aglaia intricatoreticulata: (Malaysia)
- Aglaia janowskyi: (New Guinea)
- Aglaia javanica: (Sulawesi)
- Aglaia kabaensis: (Sumatra)
- Aglaia khasiana: (Indonesia)
- Aglaia kingiana
- Aglaia korthalsii: (Đông Nam Á)
- Aglaia kunstleri
- Aglaia laevigata: (Philippines)
- Aglaia lagunensis: (Philippines)
- Aglaia lanceolata: (Philippines)
- Aglaia lancilimba: (Philippines)
- Aglaia langlassei: (Philippines)
- Aglaia lanuginosa
- Aglaia latifolia: (Java)
- Aglaia lauterbachiana: (New Guinea)
- Aglaia lawii: (Ấn Độ)
- Aglaia laxiflora: (Borneo)
- Aglaia ledermannii: (New Guinea)
- Aglaia leeuwenii: (New Guinea)
- Aglaia lepidopetala: (New Guinea)
- Aglaia lepiorrhachis: (New Guinea)
- Aglaia leptantha: (Sumatra)
- Aglaia leptoclada: (New Guinea)
- Aglaia leucoclada: (New Guinea)
- Aglaia leucophylla
- Aglaia littoralis: (Indonesia)
- Aglaia llanosiana: (Philippines)
- Aglaia loheri: (Philippines)
- Aglaia longepetiolulata: (Sumatra)
- Aglaia longifolia: (Java)
- Aglaia longipetiolata: (Philippines)
- Aglaia luzoniensis
- Aglaia maboroana: (New Guinea)
- Aglaia mackiana: (New Guinea)
- Aglaia macrobotrys: (Philippines)
- Aglaia macrocarpa
- Aglaia macrostigma
- Aglaia magnifoliola: (đảo Sunda)
- Aglaia maiae: (Indonesia)
- Aglaia maingayi: (Malaysia)
- Aglaia malabarica: (Ấn Độ)
- Aglaia malaccensis
- Aglaia marginata: (Thái Lan)
- Aglaia mariannensis: (Philippines)
- Aglaia matthewsii: (Borneo)
- Aglaia megistocarpa: (Borneo)
- Aglaia meliosmoides: (Thái Lan)
- Aglaia membranifolia: (Malaysia)
- Aglaia menadonensis: (Sulawesi)
- Aglaia meridionalis
- Aglaia merrillii: (Philippines)
- Aglaia micrantha: (Philippines)
- Aglaia micropora: (Philippines)
- Aglaia minahassae: (Sulawesi)
- Aglaia mindanaensis: (Philippines)
- Aglaia minutiflora: (Indonesia)
- Aglaia mirandae: (Philippines)
- Aglaia monophylla: (Philippines)
- Aglaia monozyga: (Borneo)
- Aglaia montana: (Java)
- Aglaia motleyana: (Borneo)
- Aglaia moultonii: (Borneo)
- Aglaia mucronulata: (Java)
- Aglaia multiflora: (Philippines)
- Aglaia multifoliola: (Philippines)
- Aglaia multijuga: (Fiji)
- Aglaia multinervis
- Aglaia myriantha: (Philippines)
- Aglaia myristicifolia: (New Guinea)
- Aglaia negrosensis: (Philippines)
- Aglaia neotenica: (Borneo)
- Aglaia nivea
- Aglaia nudibacca: (Quần đảo Solomon)
- Aglaia oblanceolata: (Thái Lan)
- Aglaia obliqua: (New Guinea)
- Aglaia oblonga: (Đông Nam Á)
- Aglaia ochneocarpa: (Sumatra)
- Aglaia odoardoi: (Borneo)
- Aglaia odorata: (Trung Quốc)
- Aglaia odoratissima
- Aglaia oligantha: (Philippines)
- Aglaia oligocarpa: (Sumatra)
- Aglaia oligophylla: (Sumatra)
- Aglaia oxypetala
- Aglaia pachyphylla: (Sumatra)
- Aglaia palauensis: (Đảo Palau)
- Aglaia palawanensis
- Aglaia palembanica: (Borneo)
- Aglaia pallida
- Aglaia pamattonis: (Borneo)
- Aglaia paniculata: (Indonesia)
- Aglaia parksii
- Aglaia parviflora: (New Guinea)
- Aglaia parvifolia: (Philippines)
- Aglaia parvifoliola: (New Guinea)
- Aglaia pauciflora: (Philippines)
- Aglaia pedicellaris: (Indonesia)
- Aglaia peekelii: (Bismarck Archipel)
- Aglaia penningtoniana: (New Guinea)
- Aglaia perfulva: (Philippines)
- Aglaia perviridis: (Indonesia)
- Aglaia phaeogyna: (New Guinea)
- Aglaia pirifera: (Trung Quốc)
- Aglaia pleuropteris: (Việt Nam)
- Aglaia poilanei: (Việt Nam)
- Aglaia polyneura: (New Guinea)
- Aglaia polyphylla: (Java)
- Aglaia ponapensis (Quần đảo Caroline)
- Aglaia porulifera: (New Guinea)
- Aglaia poulocondorensis: (Đông Nam Á)
- Aglaia procera: (Quần đảo Solomon)
- Aglaia psilopetala: (Polynesia)
- Aglaia puberulanthera: (New Guinea)
- Aglaia puncticulata: (Philippines)
- Aglaia pycnocarpa: (Sumatra)
- Aglaia pycnoneura: (New Guinea)
- Aglaia pyramidata: (Trung Quốc)
- Aglaia pyricarpa: (Sumatra)
- Aglaia pyriformis: (Philippines)
- Aglaia pyrrholepis: (Java)
- Aglaia querciflorescens: (Philippines)
- Aglaia quocensis: (Đông Nam Á)
- Aglaia racemosa: (Borneo)
- Aglaia ramosii: (Philippines)
- Aglaia ramotricha: (Borneo)
- Aglaia ramuensis: (New Guinea)
- Aglaia rechingerae: (quần đảo Bismarck)
- Aglaia reinwardtii: (Sulawesi)
- Aglaia repoeuensis: (Đông Nam Á)
- Aglaia reticulata: (Philippines)
- Aglaia rimosa
- Aglaia rivularis: (Borneo)
- Aglaia rizalensis: (Philippines)
- Aglaia robinsonii: (Philippines)
- Aglaia rodatzii: (New Guinea)
- Aglaia roemeri: (New Guinea)
- Aglaia roxburghiana: (Đông Nam Á)
- Aglaia rubiginosa
- Aglaia rubra: (New Guinea)
- Aglaia rubrivenia: (Quần đảo Solomon)
- Aglaia rudolfi: (New Guinea)
- Aglaia rufa: (Sumatra)
- Aglaia rufinervis
- Aglaia rugulosa: (Malaysia, Borneo)
- Aglaia salicifolia: (Malaysia)
- Aglaia saltatorum: (Đảo Tonga)
- Aglaia samarensis: (Philippines)
- Aglaia samoensis: (Samoa)
- Aglaia saxonii: (New Guinea)
- Aglaia schlechteri: (New Guinea)
- Aglaia schraderiana: (New Guinea)
- Aglaia schultzei: (New Guinea)
- Aglaia sclerocarpa: (Sulawesi)
- Aglaia scortechinii
- Aglaia sexipetala
- Aglaia shawiana: (Borneo)
- Aglaia sibuyanensis: (Philippines)
- Aglaia silvestris
- Aglaia simplex: (Borneo)
- Aglaia simplicifolia: (New Guinea)
- Aglaia smithii: (Sulawesi)
- Aglaia somalensis: (Somaliland)
- Aglaia sorsogonensis: (Philippines)
- Aglaia spaniantha: (New Guinea)
- Aglaia spectabilis
- Aglaia speciosa
- Aglaia splendens: (Java)
- Aglaia squamulosa: (Đông Nam Á)
- Aglaia stapfii: (Sulawesi)
- Aglaia steinii: (New Guinea)
- Aglaia stellato-tomentosa: (Philippines)
- Aglaia stellipila: (New Guinea)
- Aglaia stenophylla: (Philippines)
- Aglaia sterculioides: (Borneo)
- Aglaia subcuprea: (New Guinea)
- Aglaia subgrisea: (Malaysia)
- Aglaia subminutiflora: (New Guinea)
- Aglaia submonophylla: (Borneo)
- Aglaia subsessilis: (Borneo)
- Aglaia subviridis: (Philippines)
- Aglaia sulingi: (Java)
- Aglaia tarangisi: (Philippines)
- Aglaia tayabensis: (Philippines)
- Aglaia taynguyenensis: (Việt Nam)
- Aglaia tembelingensis: (Malaysia)
- Aglaia tenuicaulis: (Malaysia)
- Aglaia tenuifolia: (Trung Quốc)
- Aglaia testicularis: (Trung Quốc)
- Aglaia teysmanniana: (Sumatra)
- Aglaia tomentosa: (Indonesia)
- Aglaia trichostemon: (Borneo)
- Aglaia trichostoma: (New Guinea)
- Aglaia trimera: (Borneo)
- Aglaia tripetala: (Borneo)
- Aglaia trunciflora: (Philippines)
- Aglaia tsangii: (Trung Quốc)
- Aglaia turczaninowii: (Philippines)
- Aglaia ulawaensis: (Quần đảo Solomon)
- Aglaia umbrina: (Philippines)
- Aglaia undulata: (Indonesia)
- Aglaia unifolia
- Aglaia unifoliata: (Borneo)
- Aglaia urdanetensis: (Philippines)
- Aglaia uropbylla: (New Guinea)
- Aglaia variisquama: (Malaysia, Borneo)
- Aglaia venusta: (Hawaii)
- Aglaia versteeghii: (New Guinea)
- Aglaia villamilii: (Philippines)
- Aglaia vitiensis: (Hawaii)
- Aglaia vulpina: (New Guinea)
- Aglaia wallichii: (Indonesia)
- Aglaia wangii: (Trung Quốc)
- Aglaia whitmeei: (Samoa)
- Aglaia winckelii: (Java)
- Aglaia yunnanensis: (Trung Quốc)
- Aglaia yzermannii: (Malaysia)
- Aglaia zippelii: (New Guinea)
- Aglaia zollingeri: (Java)

## Hình ảnh

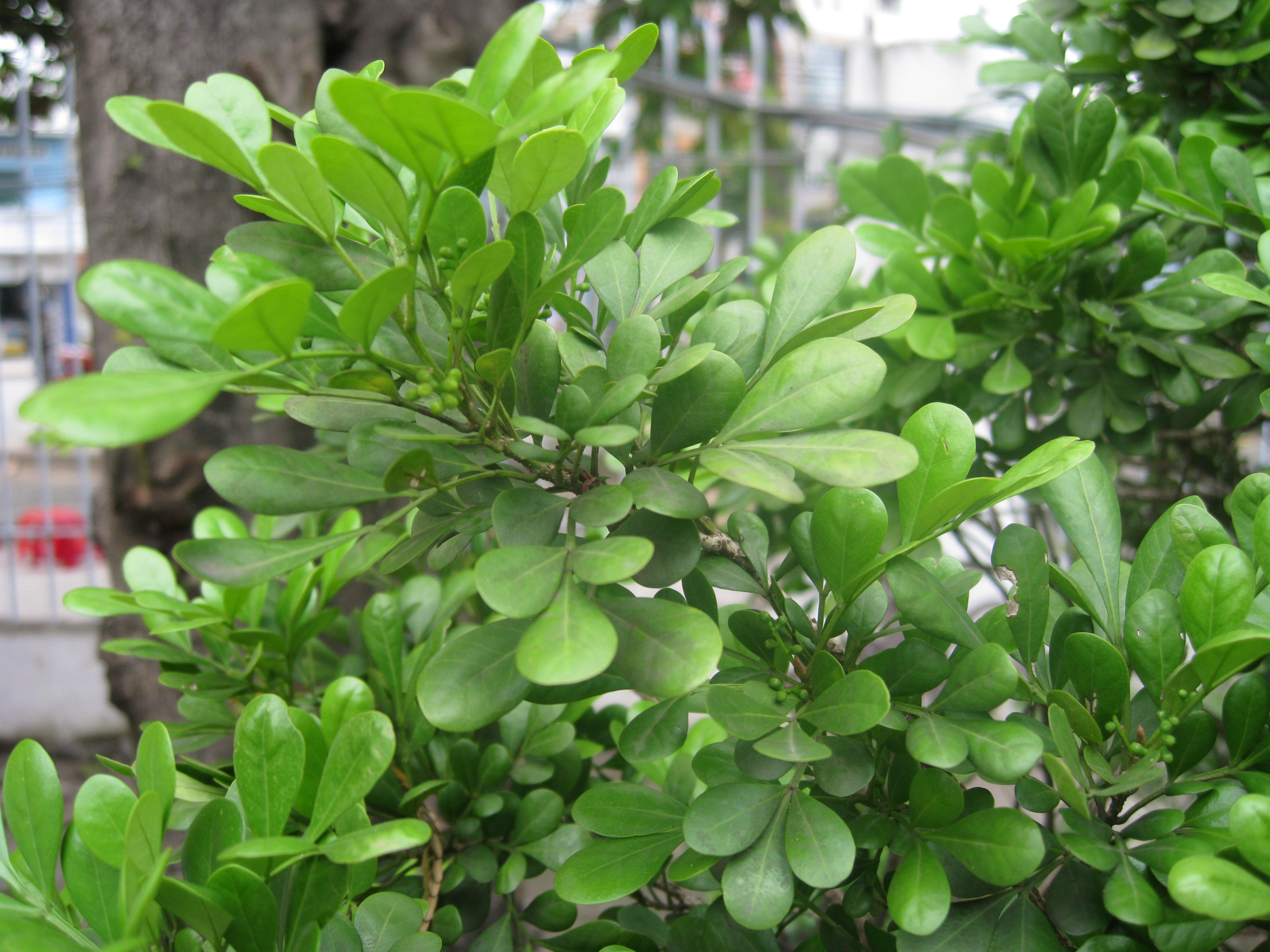
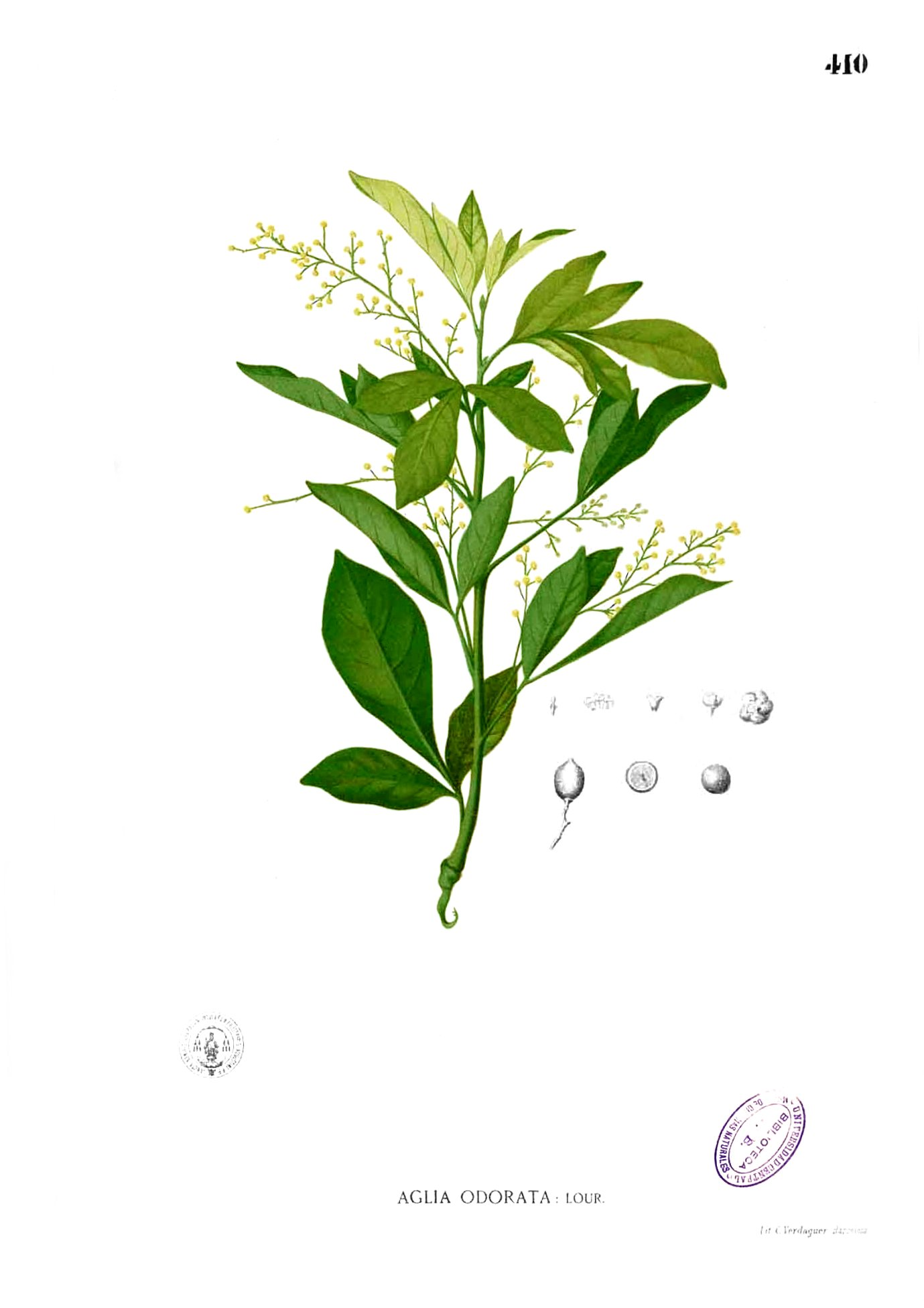
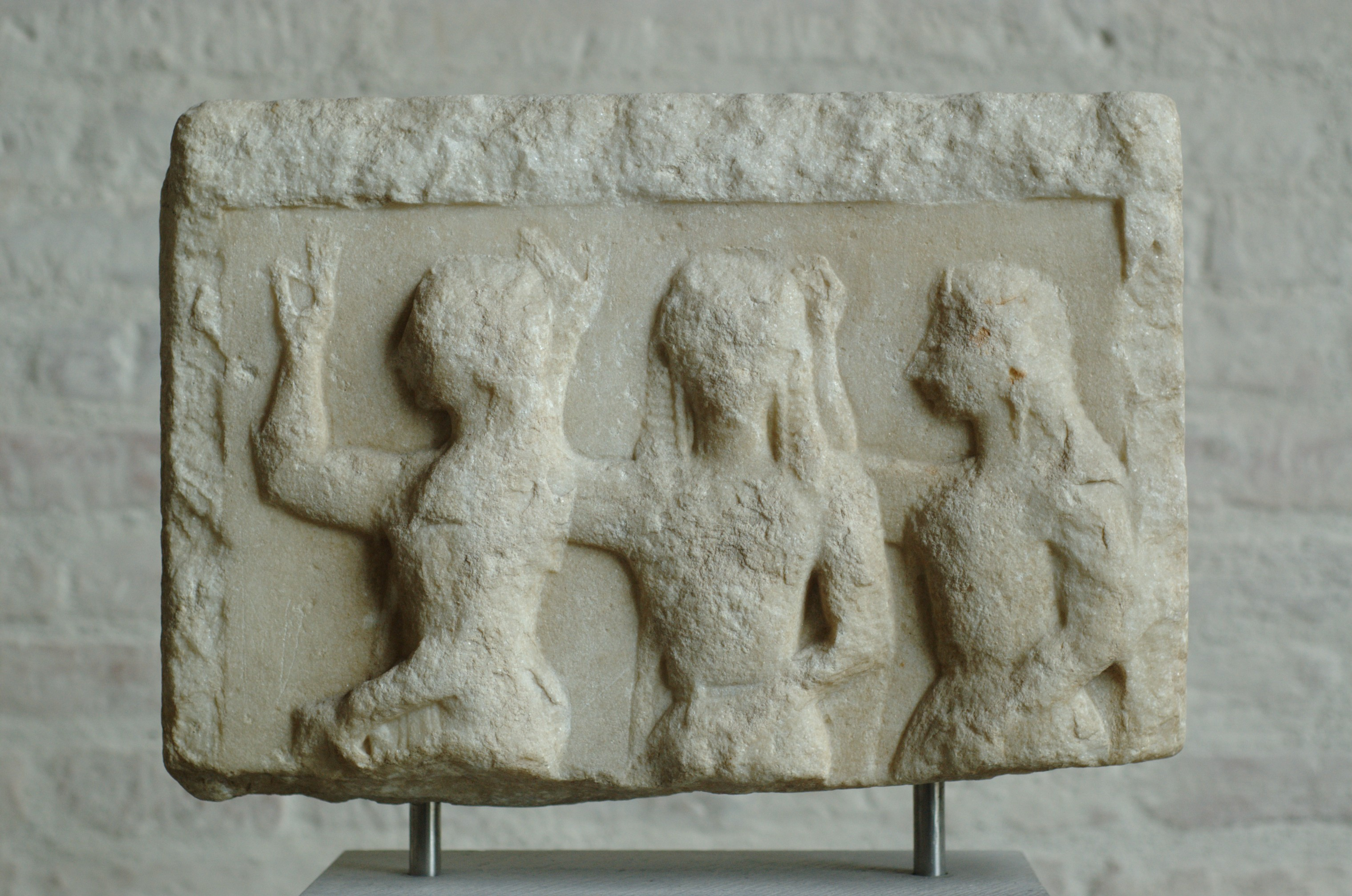
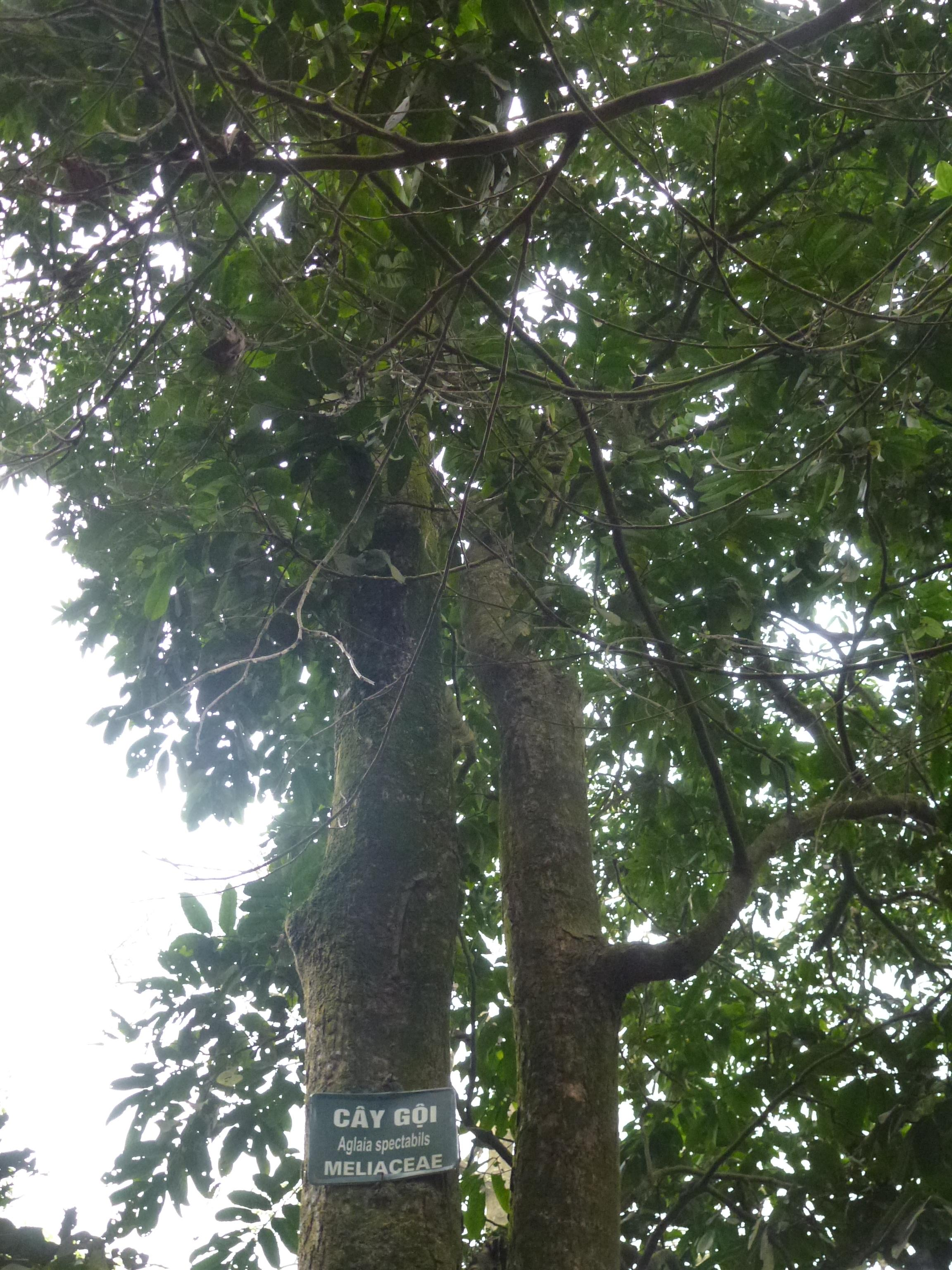